# Moda S921
Moda S921 – bolid Formuły 1, należący do zespołu Andrea Moda Formula i uczestniczący w niej w sezonie 1992.
Po utworzeniu zespołu Andrea Moda, jego szef, Andrea Sassetti, nabył od zespołu Coloni model C4, który przemianował na Moda C4B. Jego kierowcami zostali Alex Caffi i Enrico Bertaggia. Jednakże po tym, jak zespół nie zdołał wziąć udziału nawet w prekwalifikacjach do Grand Prix RPA oraz Meksyku, Sassetti postanowił zwolnić dotychczasowych kierowców. Zatrudnił on Roberto Moreno i Perry’ego McCarthy’ego; przed Grand Prix Meksyku namówił także projektanta firmy Simtek, Nicka Wirtha, by zaprojektował dla niego nowy samochód. Skonstruowany przy pomocy innych zespołów bolid został oznaczony symbolem S921 i był w rzeczywistości rozwinięciem prototypu BMW S192 (BMW planowało wejść wcześniej do Formuły 1). Napędzał go silnik Judd GV.
Wyniki osiągane tym samochodem były jednak bardzo niezadowalające. Jedynie raz Moreno zdołał zakwalifikować się do wyścigu, a miało to miejsce podczas Grand Prix Monako, gdzie odpadł z powodu awarii. Przed Grand Prix Włoch zespół został z powodu aresztowania Sassettiego zmuszony do wycofania się z dalszej rywalizacji.

## Wyniki
| Legenda oznaczeń w tabelach wyników Wyświetl szablon na nowej stronie | Legenda oznaczeń w tabelach wyników Wyświetl szablon na nowej stronie                                                                     |
| Oznaczenie                                                            | Wyjaśnienie |
| --------------------------------------------------------------------- | --- |
| Złoty                                                                 | Zwycięzca lub mistrzostwo |
| Srebrny                                                               | 2. miejsce lub wicemistrzostwo |
| Brązowy                                                               | 3. miejsce lub II wicemistrzostwo |
| Zielony                                                               | Ukończył, punktował (w klasyfikacji generalnej, gdy zdobył co najmniej jeden punkt na przestrzeni sezonu, poza trzema powyższymi opcjami) |
| Niebieski                                                             | Ukończył, nie punktował (w klasyfikacji generalnej, gdy nie zdobył co najmniej jednego punktu na przestrzeni sezonu)                      |
| Czerwony                                                              | Nie zakwalifikował się (NZ) |
| Czerwony                                                              | Nie prekwalifikował się (NPK) |
| Różowy                                                                | Nie ukończył (NU) |
| Różowy                                                                | Niesklasyfikowany (NS) (w klasyfikacji generalnej, gdy nie został sklasyfikowany w żadnym wyścigu sezonu)                                 |
| Czarny                                                                | Zdyskwalifikowany (DK) |
| Czarny                                                                | Wykluczony (WYK/EX) |
| Biały                                                                 | Nie wystartował (NW) |
| Biały                                                                 | Kontuzjowany (K/INJ) |
| Biały                                                                 | Wyścig odwołany (OD/C) |
| Bez koloru                                                            | Został wycofany (WYC/WD) |
| Bez koloru                                                            | Nie przybył (NP/DNA) |
| Bez koloru                                                            | Nie brał udziału w treningach (NT/DNP) |
| Bez koloru                                                            | Nie został zgłoszony (–) |
| Pogrubienie                                                           | Start z pole position |
| Kursywa                                                               | Najszybsze okrążenie wyścigu |
| †                                                                     | Nie ukończył, ale jego rezultat został zaliczony ze względu na przejechanie więcej niż 90% dystansu wyścigu.                              |
| *                                                                     | Sezon w trakcie |
| 1/2/3                                                                 | Punktowana pozycja w sprincie kwalifikacyjnym                                                                                             |
| Lista systemów punktacji Formuły 1                                    | |

| Sezon | Zespół | Silnik | Opony | Kierowcy         | 1   | 2   | 3   | 4   | 5   | 6   | 7   | 8   | 9   | 10  | 11  | 12  | 13  | 14  | 15  | 16  | Pkt. | Msc. |
| ----- | ------ | ------ | ----- | ---------------- | --- | --- | --- | --- | --- | --- | --- | --- | --- | --- | --- | --- | --- | --- | --- | --- | ---- | ---- |
| 1992  | Moda   | Judd   | G     |                  | ZAF | MEX | BRA | ESP | SMR | MCO | CND | FRA | GBR | DEU | HUN | BEL | ITA | POR | JPN | AUS | 0    | –    |
| 1992  | Moda   | Judd   | G     | Alex Caffi       |     | NW  |     |     |     |     |     |     |     |     |     |     |     |     |     |     | 0    | –    |
| 1992  | Moda   | Judd   | G     | Roberto Moreno   |     |     | NPK | NPK | NPK | NU  | NPK | NW  | NPK | NPK | NZ  | NZ  | NW  |     |     |     | 0    | –    |
| 1992  | Moda   | Judd   | G     | Enrico Bertaggia |     | NW  |     |     |     |     |     |     |     |     |     |     |     |     |     |     | 0    | –    |
| 1992  | Moda   | Judd   | G     | Perry McCarthy   |     |     | NW  | NPK | NPK | NPK | NW  | NW  | NPK | WYC | NPK | NZ  | NW  |     |     |     | 0    | –    |